# Сабильон, Маурисио
Маури́сио Альбе́рто Сабильо́н Пе́нья (исп. Mauricio Alberto Sabillón Peña; род. 11 ноября 1978, Куимистан, Санта-Барбара) — гондурасский футболист, защитник.

## Клубная карьера
Сабильон начал свою карьеру в гондурасском футбольном клубе «Марафон» в 1999 году. За 10 лет выступлений Маурисио стал одним из лидеров команды, играя на позиции правого защитника. Этот период стал самым успешным в истории клуба: «зеленые монстры» 6 раз выигрывали чемпионат Гондураса. В 2010 году Сабильон присоединился к китайскому клубу «Ханчжоу Гринтаун». За сезон он провёл в клубе 24 игры и помог клубу занять 4-е место в чемпионате, а также пробиться в групповой турнир азиатской лиги чемпионов. По окончании сезона футболист вернулся в «Марафон».

## Международная карьера
Сабильон дебютировал в сборной Гондураса в 2001 году. В 2010 году он попал в состав 23 игроков отправившихся на чемпионат мира. На турнире Маурисио провёл один матч против сборной Швейцарии — 0:0. В 2010 году Сабильон также был включён в состав сборной на Золотой кубок КОНКАКАФ 2011, где гондурасцы заняли третье место.